# スキャパレリ (競走馬)
スキャパレリ (Schiaparelli) は、ドイツ生まれの競走馬である。

## 経歴

### 3歳時代（2006年）
2006年4月にデビューし、3連勝。4戦目のドイツ賞では古馬との対決ながらも単勝2番人気に支持され2着と健闘し、5戦目のドイチェスダービーを制しG1初勝利を挙げる。これは兄弟ダービー制覇の偉業となった。その後はバーデン大賞6着後ドイチェスセントレジャーを制した。

### 4歳時代（2007年）
2007年は、初戦を以前に下したサデックスに、2戦目をバーテン大賞で敗れたプリンスフローリに再び敗れたものの、ドイツのG2ハンザ賞を制すと、ドイツ賞、オイロパ賞を制し、イタリアに遠征しジョッキークラブ大賞に出走しこれを勝利。これによりG1を3連勝する。しかし、ヨーロッパの競馬ではドイツ、イタリアの競走はイギリス、アイルランド、フランスの表路線で通用しなかった馬が通る、いわゆる裏路線であり、表路線を歩んで実力を示して欲しいという声が多かった。この年のオフにゴドルフィンにトレードされた。

### 5歳時代（2008年）
この年は故障で復帰がずれ込み凱旋門賞の前哨戦であるフォア賞で復帰し、2着となった。しかし、本番の凱旋門賞では果敢に先行するも早々と失速し、ザルカヴァの13着と大敗した。

### 6歳時代（2009年）
この年の緒戦は7月9日のプリンセスオブウェールズステークス (G2)から始動したが、3着に敗れた。続く7月30日のグッドウッドカップ (G2) と8月23日のケルゴルレイ賞 (G2) では1番人気に応えて快勝した。そして、9月12日のアイリッシュセントレジャーに1番人気で出走したが、アランディの3着に敗れた。2年ぶりの開催となった10月18日のジョッキークラブ大賞では1番人気に応えて快勝した。連闘で挑んだ10月25日のロワイヤルオーク賞では2着となった。このレースを最後に現役を引退し、種牡馬となった。

### 競走成績
| 出走日     | 競馬場           | 競走名                   | 格 | 距離    | 着順 | 騎手         | 着差      | 1着（2着）馬         |
| ---------- | ---------------- | ------------------------ | -- | ------- | ---- | ------------ | --------- | -------------------- |
| 2006.04.17 | ケルン           | 未勝利                   |    | 芝2200m | 1着  | F.ミナリック | 2馬身     | (Nestor)             |
| 2006.05.07 | ハノーヴァー     | ホッホティーフ建設賞     |    | 芝2200m | 1着  | F.ミナリック | 2 1/2馬身 | (Alpino)             |
| 2006.06.05 | ハノーヴァー     | フォルクスバンク大賞     |    | 芝2200m | 1着  | F.ミナリック | 3 1/2馬身 | (Felino)             |
| 2006.06.25 | デュッセルドルフ | ドイツ賞                 | G1 | 芝2400m | 2着  | F.ミナリック | 3/4馬身   | Donaldson            |
| 2006.07.23 | ハンブルク       | ドイチェスダービー       | G1 | 芝2400m | 1着  | A.シュタルケ | 3/4馬身   | (Dickens)            |
| 2006.09.03 | バーデンバーデン | バーデン大賞             | G1 | 芝2400m | 6着  | A.シュタルケ | 9馬身     | Prince Flori         |
| 2006.10.01 | ドルトムント     | ドイチェスセントレジャー | G3 | 芝2800m | 1着  | A.シュタルケ | 1 1/2馬身 | (Dickens)            |
| 2007.04.22 | ケルン           | ゲルリンク賞             | G2 | 芝2400m | 8着  | A.シュタルケ | 8馬身     | Saddex               |
| 2007.05.20 | バーデンバーデン | メルセデスベンツ大賞     | G2 | 芝2200m | 3着  | A.シュタルケ | 2馬身     | Prince Flori         |
| 2007.06.24 | ハンブルク       | ハンザ賞                 | G2 | 芝2200m | 1着  | A.シュタルケ | 2 1/2馬身 | (Poseidon Adventure) |
| 2007.07.22 | デュッセルドルフ | ドイツ賞                 | G1 | 芝2400m | 1着  | A.シュタルケ | アタマ    | (Conillon)           |
| 2007.09.23 | ケルン           | オイロパ賞               | G1 | 芝2400m | 1着  | A.シュタルケ | 3/4馬身   | (Poseidon Adventure) |
| 2007.10.14 | サンシーロ       | ジョッキークラブ大賞     | G1 | 芝2400m | 1着  | A.シュタルケ | 1 3/4馬身 | (Champs Elysees)     |
| 2008.09.14 | ロンシャン       | フォワ賞                 | G2 | 芝2400m | 2着  | L.デットーリ | 1/2馬身   | Zambezi Sun          |
| 2008.10.05 | ロンシャン       | 凱旋門賞                 | G1 | 芝2400m | 13着 | L.デットーリ | 14馬身    | Zarkava              |

## 血統表
| スキャパレリの血統ブランドフォード系 / Birkhahn4×5=9.38% | スキャパレリの血統ブランドフォード系 / Birkhahn4×5=9.38% | スキャパレリの血統ブランドフォード系 / Birkhahn4×5=9.38% | （血統表の出典）  | （血統表の出典） |
| 父 Monsun 1990 黒鹿毛                                    | 父の父Konigsstuhl 1976 黒鹿毛                            | Dschingis Khan                                           | Tamerlane         | Tamerlane        |
| 父 Monsun 1990 黒鹿毛                                    | 父の父Konigsstuhl 1976 黒鹿毛                            | Dschingis Khan                                           | Donna Diana       |                  |
| 父 Monsun 1990 黒鹿毛                                    | 父の父Konigsstuhl 1976 黒鹿毛                            | Konigskronung                                            | Tiepoletto        | Tiepoletto       |
| 父 Monsun 1990 黒鹿毛                                    | 父の父Konigsstuhl 1976 黒鹿毛                            | Konigskronung                                            | Kronung           |                  |
| 父 Monsun 1990 黒鹿毛                                    | 父の母Mosella 1985 鹿毛                                  | Surumu                                                   | Literat           | Literat          |
| 父 Monsun 1990 黒鹿毛                                    | 父の母Mosella 1985 鹿毛                                  | Surumu                                                   | Surama            |                  |
| 父 Monsun 1990 黒鹿毛                                    | 父の母Mosella 1985 鹿毛                                  | Monasia                                                  | Authi             | Authi            |
| 父 Monsun 1990 黒鹿毛                                    | 父の母Mosella 1985 鹿毛                                  | Monasia                                                  | Monacensia        |                  |
| 母 Sacarina 1992 栗毛                                    | 母の父Old Vic 1986 鹿毛                                  | Sadler's Wells                                           | Northern Dancer   | Northern Dancer  |
| 母 Sacarina 1992 栗毛                                    | 母の父Old Vic 1986 鹿毛                                  | Sadler's Wells                                           | Fairy Bridge      |                  |
| 母 Sacarina 1992 栗毛                                    | 母の父Old Vic 1986 鹿毛                                  | Cockade                                                  | Derring-Do        | Derring-Do       |
| 母 Sacarina 1992 栗毛                                    | 母の父Old Vic 1986 鹿毛                                  | Cockade                                                  | Camenae           |                  |
| 母 Sacarina 1992 栗毛                                    | 母の母Brave Lass 1974 栗毛                               | Ridan                                                    | Nantallah         | Nantallah        |
| 母 Sacarina 1992 栗毛                                    | 母の母Brave Lass 1974 栗毛                               | Ridan                                                    | Rough Shod        |                  |
| 母 Sacarina 1992 栗毛                                    | 母の母Brave Lass 1974 栗毛                               | Bravour                                                  | Birkhahn          | Birkhahn         |
| 母 Sacarina 1992 栗毛                                    | 母の母Brave Lass 1974 栗毛                               | Bravour                                                  | Barcarole F-No.28 |                  |

### 血統背景
- 全兄に2000年のドイチェスダービーとバーデン大賞を制したザムム (Samum) 、全姉に2002年のディアナ賞（ドイツオークス）を制したサルヴェレジーナ (Salve Regina) 、甥に2014年のドイチェスダービーを制したシーザムーン(Sea The Moon)がいる。